# Ващенко, Светлана Титовна
Светлана Титовна Ващенко (укр. Світлана Титівна Ващенко, род. 9 апреля 1940, Запорожье) — украинская пианистка, дирижёр. Заслуженная артистка Украина (1999). Окончила Запорожское музыкальное училище (1963; кл. Л. Цемко). 1965-66 — артистка эстрадного оркестра Запорожской филармонии. С 1966 — в Запорожском украинском музыкально-драматическом театре: 1993-95 и 1998—2000 — и. о. гл. дирижёра, с 2000 — концертмейстер, дирижёр. Дирижировала спектакли «Наталка Полтавка» Н. Лысенко, «Сватовство на Гончаровке» К. Стеценко и др. Участвовала в концертных программах: «Украинские романсы», «Вечер оперетты», «Вечер старинного романса», «В осени своя красота». Автор музыки к спектаклю «Бой-баба» по Г. Квитка-Основьяненко (1995), представления-концерта «В мире оперетты» (2001).